# Élections législatives grecques de 1890
Les élections législatives grecques anticipées du 14 octobre 1890 élurent les membres du parlement grec. Les partisans de Theódoros Deligiánnis arrivèrent en tête ; leur leader devint Premier ministre le mois suivant.

## Fonctionnement du scrutin
Conformément à la constitution de 1864, les élections se déroulèrent au suffrage masculin direct et secret. Depuis 1877, hormis quelques exceptions, tous les hommes de plus de 21 ans étaient électeurs. Les députés étaient répartis en proportion de la population de la province : un député pour 10 000 habitants ; avec un minimum de 150 députés. Une loi de 1862 stipulait de plus que les Grecs « hétérochtones » (vivant hors des frontières du pays, à l'inverse des « autochtones » vivant à l'intérieur) étaient aussi électeurs.
Les députés étaient élus à la majorité absolue, au niveau provincial. Chaque électeur disposait d'autant de votes qu'il y avait de candidats. Les électeurs, la plupart analphabètes, ne votaient pas avec des bulletins, mais avec des boules de plomb. Il y avait autant d'urnes qu'il y avait de candidats. L'électeur glissait la main dans l'urne et plaçait sa boule soit à droite (partie blanche, inscrite « oui »), soit à gauche (partie noire, inscrite « non »). Les urnes étaient en acier recouvert de laine pour éviter qu'un bruit quelconque informe de la façon dont l'électeur avait voté. Le député qui avait obtenu la majorité (en principe), mais proportionnellement le plus de voix (dans la réalité) était élu.

## Contexte
La politique de modernisation du gouvernement Trikoupis (depuis 1886) avait continué à endetter le pays auprès des pays occidentaux (700 millions de Francs-or), entraînant une inflation et un cours forcé de la monnaie. Les grands projets, comme la création des lignes de chemin de fer, tardaient à porter leurs fruits, rendant les électeurs impatients. De plus, la politique extérieure était très critiquée : apaisement vis-à-vis de l'Empire ottoman (agitations en Crète, manque de soutien au patriarcat œcuménique de Constantinople) ou modération vis-à-vis des Bulgares en Macédoine. Les attaques contre le Premier ministre sortant furent virulentes : il fut traité d'« agent de la Turquie » ou de « commissaire de l'Angleterre ».

## Résultats
Les partis étaient alors plutôt identifiés par le nom de leur chef de file.
Il y avait 150 sièges à pourvoir. Les partisans de Theódoros Deligiánnis arrivèrent largement en tête avec 100 sièges (66,7 % de l'assemblée), loin devant les partisans de Charilaos Trikoupis, Premier ministre sortant, qui se contentèrent de 15 sièges, soit 10 % de l'assemblée, devancés même par les indépendants. Theódoros Deligiánnis devint Premier ministre.
| Partisans de Theódoros Deligiánnis                          | 100 |
| Indépendants                                                | 35  |
| Partisans de Charilaos Trikoupis ou Nouveau Parti           | 10  |
| Total                                                       | 150 |
| Source : Pantelis, Koutsoubinas, Gerapetritis, 2010, p. 854 |     |